# Julie Zenatti
Julie Zenatti (født 5. februar 1981), er en fransk sanger. Hun spillede først rollen som Fleur-de-Lys og senere Esmeralda på scenen til musicalen Notre-Dame de Paris. Zenatti var involveret med Notre-Dame de Paris medspilleren Patrick Fiori 2002-2006 og parret blev ansat i 2 år. Hun er en dommer i konkurrencen XFactor i Frankrig. 

## Tidlige år
Zenatti blev født i 1981 i Paris. Hun er af algerisk, italienske og jødisk afstamning.  Hendes far er en dygtig amatørpianist, og bruges til at ledsage hendes sang på klaver.